# Ружин (село)
Ру́жин — село в Україні, у Ковельському районі Волинської області. Входить до складу Ковельської міської громади. Населення становить 319 осіб.
Родове гніздо князів та гетьманів Ружинських.

## Історія
Ружин, село, Ковельський пов., Старокошарська волость, 12 км від м. Ковля. В кінці 19 ст.було там 88 домів і 565 жителів, дерев'яна каплиця, церква 15-16 ст., початкова школа, млин, вітряк.
Ружин під назвою Ружині згадується в 16 ст., коли село належало до князя Михайла Ружинського, а від нього перейшло до князя Михайла Сангушки (1510 р.). Тоді власне згадується «околошніх бояр» (Архів Сангушків, том 3, стор. 72, 73). Село Ружин було родовим селом князів Ружинських, яких тут перший раз згадується в 1503 р. (Архів Сангушків том,3 стор.33). З цього княжого роду Ружинських походив козацький гетьман Евстахій Ружинський і багато політичних діячів і членів братств в Україні. Рід князів ружинських походив зі старого волинського княжого роду Роговичів (1475 р.). (Архів Сангушків, том 1, стор. 72). Евстахій Ружинський був одним з основників Запорізької Січ. Був він намісником воєводи у Києві в 1575—1581 рр. і завдяки своїм здібностям успішно проводив боротьбу з татарами. Син його Михайло був гетьманом реєстрового, козацького війська, другий син Кирик був черкаським старостою, а його син Роман в 1610 році стояв на чолі військ Лжедмітрія(другого). В 1785 році с. Ружин вже належало до польської магнацької родини Вільгів, а пізніше перейшло до Сементовських. В кінці 19 ст. частина села Ружин звалася — «Гривиця». Серед місцевого українського населення аж до 19 ст. заховалось свято Навський Великдень, яке святковано в четвер по Великодні. Другим старим звичаєм було святкування «Справлення коляди» на вілею Різдва. Другого лютого селяни святкували там т. зв. «Громниці», а 24 червня свято «Купали». Святочні свічки за місцевим звичаєм вішали на дверях стайні, що протидіяло злим духам.
На ґрунтах села Ружин збереглися назви таких урочищ: — Брищижа, Гірки, клиновичі, Кримно, Локош, Наддай, Основецьке болото, Сіверухи, Селицьке болото, Татарська струга, Туриськ, Забріддя, Залісся, Зеленка. (Пам'ятники Київ. Арх. Ком. Ч.4, том І, стор. 314, 337, 454.455 і додаток стор. 17; а також там же том 2, стор. 101,104). За переписом 191 р. в селі Ружин до великої зем. Власности до пом. Сементовського належало 1,526 дес. За селом, по дорозі до м. Турийська земляні вали «Батарея», 2 км від Ружина 2 кургани, на одному з них камінний хрест.

## Відомі люди
- Княжий рід Ружинських
- Гетьман Остафій Ружинський
- Гетьман Богдан Ружинський
- Гетьман Михайло Ружинський

Після ліквідації Турійського району 19 липня 2020 року село увійшло до Ковельського району. Входить до складу Ковельської міської громади. 

## Населення
Згідно з переписом УРСР 1989 року чисельність наявного населення села становила 356 осіб, з яких 158 чоловіків та 198 жінок.
За переписом населення України 2001 року в селі мешкало 316 осіб.

### Мова
Розподіл населення за рідною мовою за даними перепису 2001 року:
| Мова       | Чисельність | Відсоток |
| ---------- | ----------- | -------- |
| українська | 314         | 98,43%   |
| російська  | 3           | 0,94%    |
| білоруська | 2           | 0,63%    |
| Усього     | 319         | 100%     |